# 实话实说
实话实说（英語：Tell it like it is）是中国中央电视台推出的谈话类节目，是中国电视史上第一个谈话节目。1996年3月16日试播，4月28日正式开播。2009年9月26日停播。

## 历史
1996年3月16日，中央电视台《东方时空》栏目推出“315特别节目”《实话实说》，首期节目以《谁来保护消费者？》为主题，邀请“打假英雄”王海等嘉宾到演播室现场与主持崔永元及观众进行交流，以贴近民生的话题、轻松幽默的谈话方式受到观众欢迎，随即成为固定节目，于每周日早上7时20分至8时在央视综合频道首播。6月9日，《实话实说》播出的《拾金不昧要不要回报》一期，因话题尖锐被上级要求停播整改。8月18日，停播两月后的《实话实说》复播，节目组减少了容易引发争论乃至争议的话题，改以由嘉宾分享个人故事及经历，复播后的首期节目《热爱生命》，就是讲述三个罹患癌症的明星以乐观态度面对生活困难的故事。
2000年12月3日，《实话实说》由央视综合频道早间档移至晚间黄金档，播出时间改为每周日晚21:15。新版《实话实说》形式更显灵活，仿照美国同类脱口秀配备舞台乐队，加入了嘉宾的即兴表演。
2002年9月，节目主持崔永元因病退出，和晶代替崔永元接任《实话实说》的主持。
2003年5月，《实话实说》进入央视综合频道晚间精品栏目集萃板块，播出时间调整为每周二22:35，并在新开播的央视新闻频道设立重播，为央视新闻频道的第一批创始节目之一。
2004年11月，因和晶怀孕休假，由阿忆代班接任《实话实说》主持。2005年6月，和晶产后复出主持《实话实说》。
2005年9月，因央视综合频道节目编排调整，《实话实说》调整至央视新闻频道每周日晚18:10播出，同时央视综合频道原每周二晚间22:35的节目时段调整为央视科学·教育频道的《大家》。
2009年8月17日，《实话实说》重返央视综合频道，播出时间为每周日17:25。2009年9月，央视综合频道进行新一轮改版，26日，《实话实说》在播出最后一期节目《四世同堂齐欢乐》后宣布停播。